# General Zuazua
General Zuazua é um município do estado de Nuevo León, no México. É famoso pelos seu rodeio, os seus empalmes e as empanadas.
Em 2005, o município possuía um total de 6.985 habitantes.